# Carlos Álvarez (beisbolista)
Carlos David Álvarez Lugo (nacido el 25 de noviembre de 1985 en San Cristóbal) es un shortstop dominicano en la organización de los Nacionales de Washington. Antes de la temporada 2009, Lugo era conocido como Esmailyn González. Fue el jugador más valioso de la Gulf Coast League en 2008, para la Gulf Coast League Nationals.

## Firma
El 2 de julio de 2006, los Nacionales firmaron a Lugo, entonces conocido como Esmailyn González, como un agente libre internacional. Le dieron un bono por firmar de $1.4 millones. Los Nacionales recibieron información de que Lugo nació el 21 de septiembre de 1989, una fecha que la oficina de la MLB confirmó por lo menos tres equipos interesados, incluyendo los Nacionales. Hizo su debut para la Gulf Coast League Nationals en 2007. En 2008, bateó una línea combinada de .343/.431/.475 que fue bastante impresionante para un joven de 18 años en la liga de novatos. Sin embargo, estos resultados están lejos de ser impresionante, dada la controversia (en realidad tenía 23 años de edad).

## Controversia sobre nombre y fecha de nacimiento
Poco después de que Lugo/González fue firmado por los Nacionales, los funcionarios del equipo le pidieron a la MLB hacer algunas comprobaciones adicionales en respuesta a la preocupación por las irregularidades en su contratación. La MLB determinó inicialmente que no había nada fuera de lo común. Sin embargo, el 17 de febrero de 2009, Sports Illustrated descubrió evidencias de que el verdadero nombre de González era Carlos Lugo, y que nació en 1985 en lugar de 1989.
En una conferencia de prensa ese mismo día, el presidente de los Nacionales Stan Kasten confirmó  que el verdadero nombre de González era en realidad Carlos Lugo. Un visiblemente enojado Kasten, dijo que los Nacionales habían sido víctimas de "un fraude deliberado, premeditado" que involucra a varias personas y una serie de documentos falsificados. Añadió que le había pedido una nueva investigación en respuesta a las revelaciones de que funcionarios de los Medias Blancas de Chicago estaban quitando los bonos de la firma de los prospectos latinos. Prometió que los Nacionales buscarían recursos legales y financieros, pero que las investigaciones continuarían abiertas a partir del inicio de la temporada 2011.
La Oficina Federal de Investigaciones pronto comenzó a investigar al gerente general de los Nacionales, Jim Bowden ante la sospecha de que Bowden se habría estado apropiando de dinero en bono de beisbolistas firmantes internacionales desde 1994, cuando estaba con los Rojos de Cincinnati. Bowden fue obligado a renunciar como resultado de la situación.